# یواس‌آرسی اکتیو (۱۷۹۱)
یواس‌آرسی اکتیو (۱۷۹۱) (به انگلیسی: USRC Active (1791)) یک کشتی بود که طول آن 58 ft 8 in بود. این کشتی در سال ۱۷۹۱ ساخته شد.